# Serie 115 de FGC

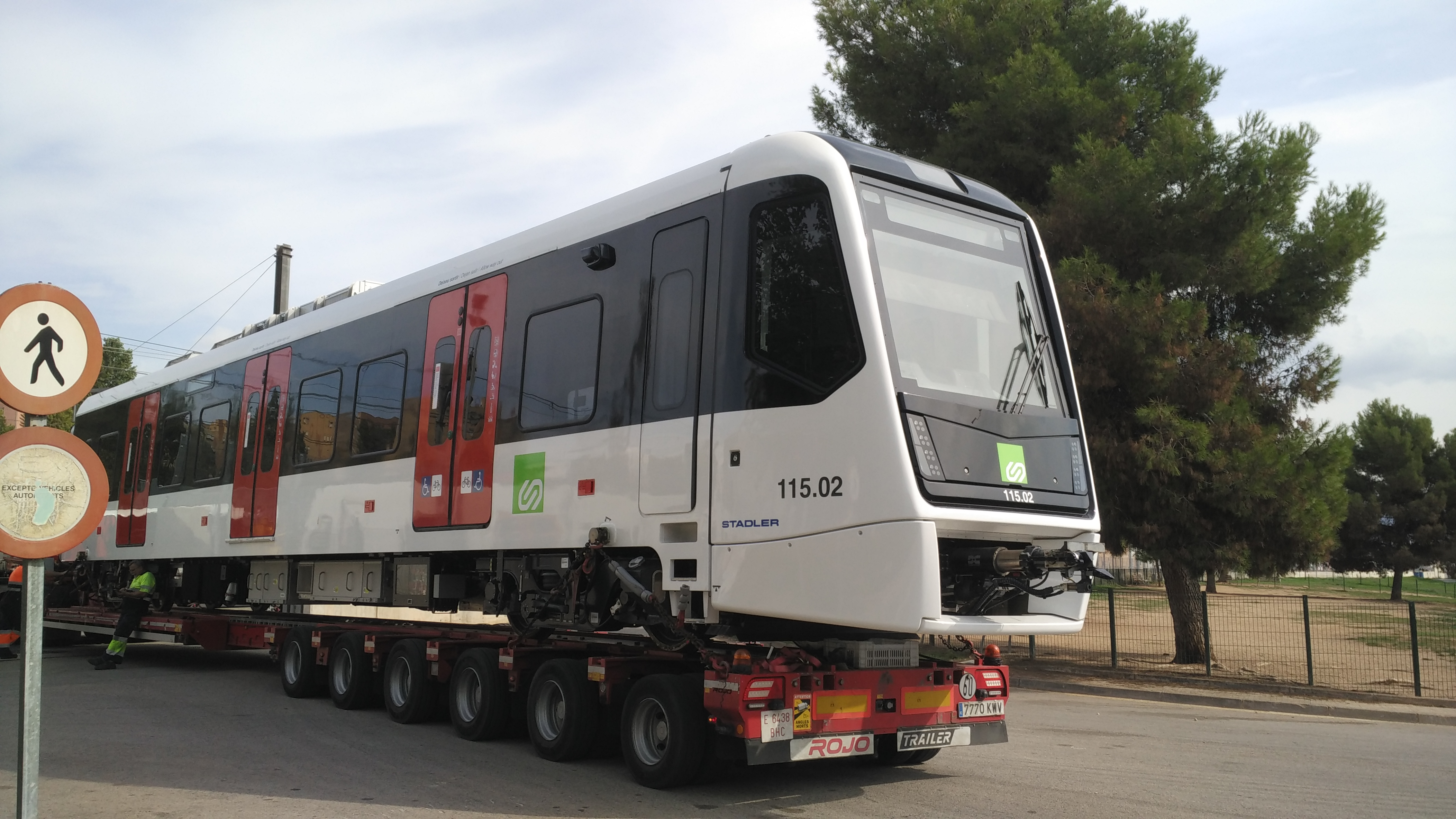
Entrega del coche 115.52 en Rubí

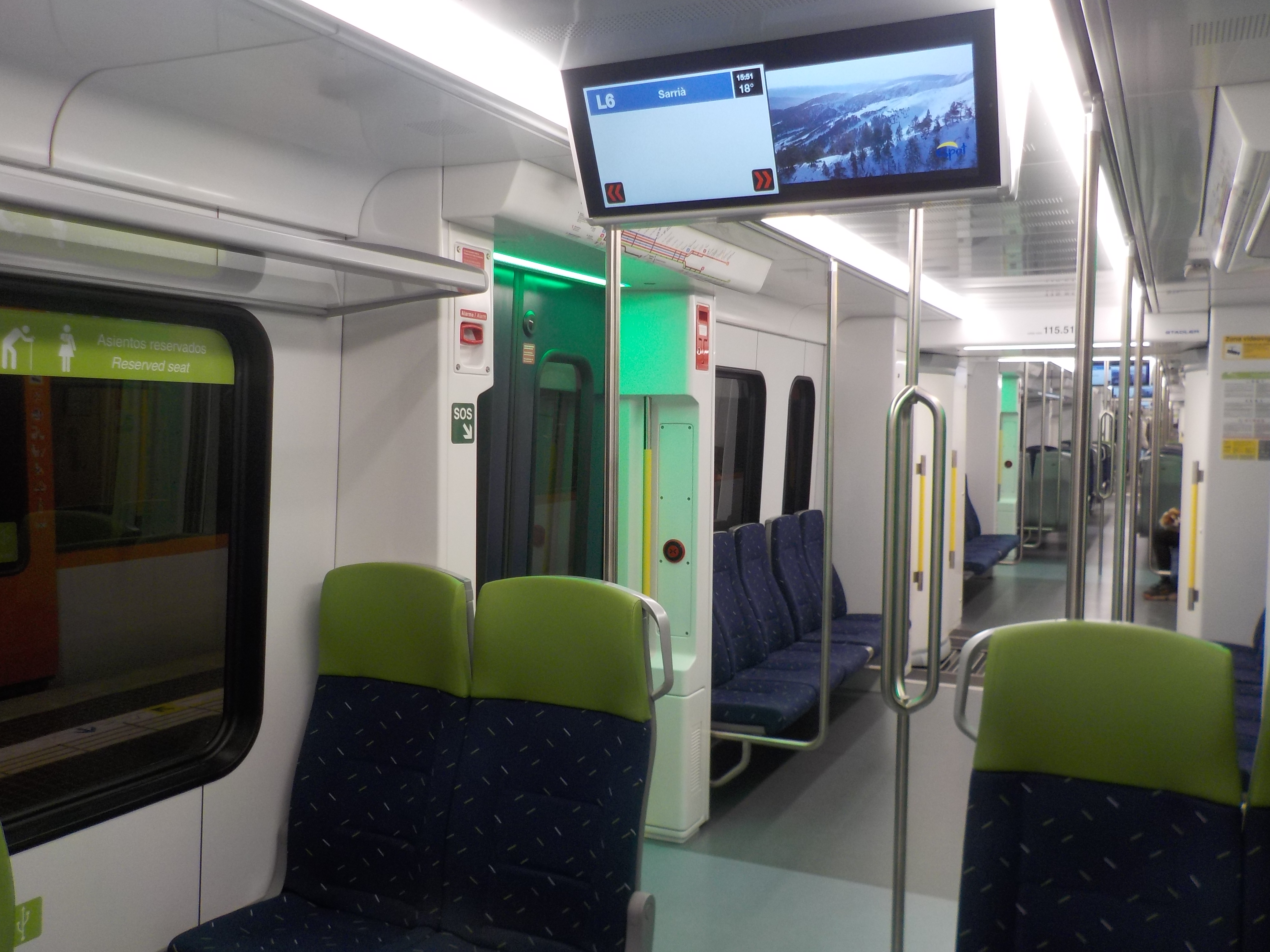
Interior de una UT115 de FGC, en la que se observa una pantalla informativa y el pasillo de interconexión entre coches.

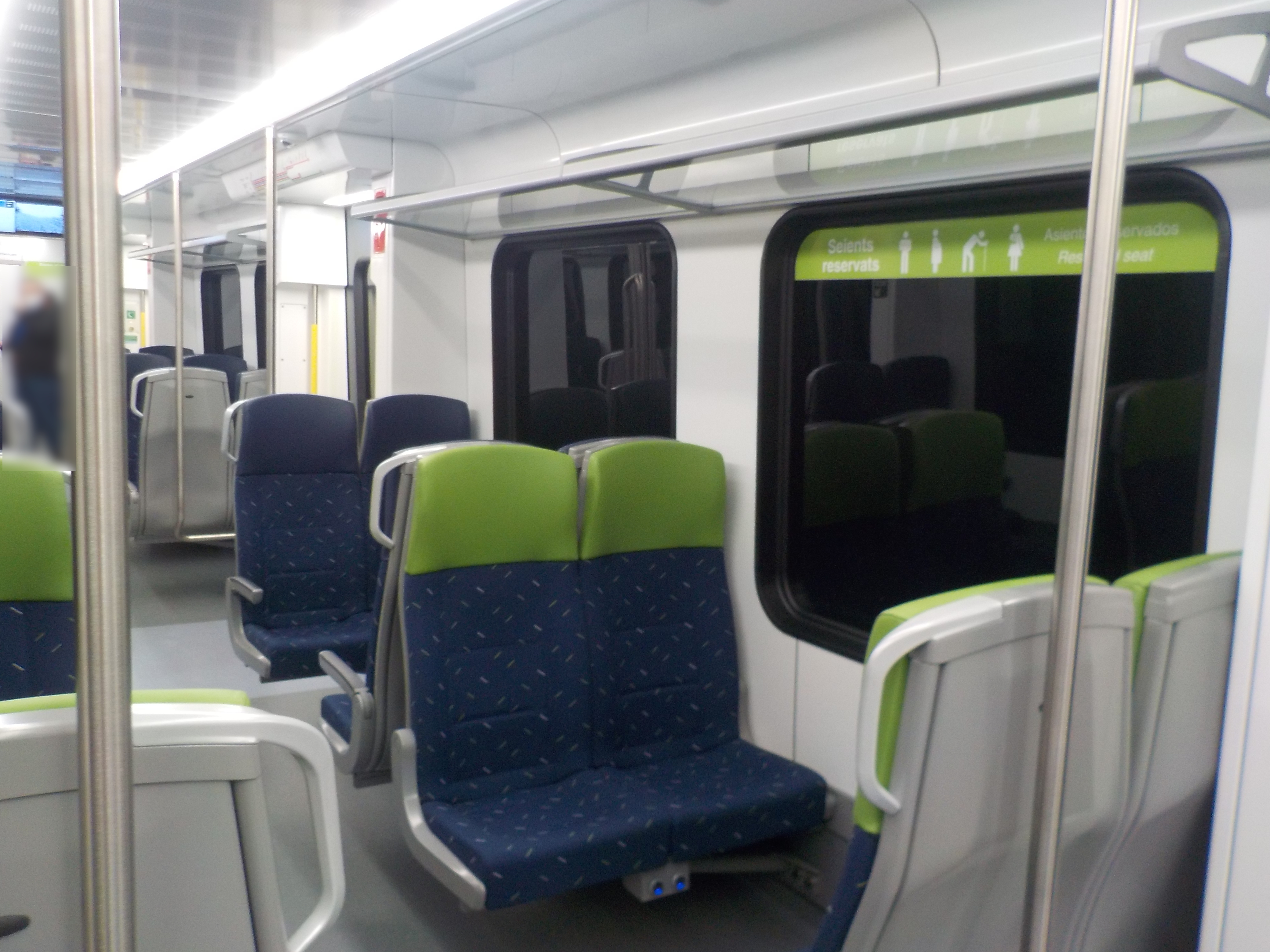
Interior de una UT 115 de FGC, donde se destacan los asientos en disposición 2+2. Nótese el nuevo esquema verde para los asientos reservados y los cargadores USB debajo de los asientos.

La serie 115 de Ferrocarriles de la Generalidad de Cataluña (FGC) está formada por 15 unidades de tren (UT) eléctricas, que circulan por la red ferroviaria de ancho de vía estándar conocida como línea Barcelona-Vallès . Se pusieron en servicio entre los años 2021  y 2022.

## Historia

### Antecedentes
La puesta en servicio de las prolongaciones de la línea Barcelona-Vallés en Tarrasa y Sabadell, entre los años 2015 y 2016, supuso la construcción de auténticas líneas de metro en estas dos importantes poblaciones del Vallés Occidental, que generaron un importante aumento de la demanda tanto interior como suburbana, especialmente hacia Barcelona : de los 31,2 millones de viajeros transportados al servicio suburbano (Metro del Vallès) en 2014, se pasó a los 38,8 millones en 2018.  Ya desde el primer momento se detectaron problemas de capacidad en los trenes,  y las previsiones de FGC apuntaban a que esta demanda siguiera aumentando fuertemente en los siguientes años. Por tanto, se evidenciaba la necesidad de incrementar las frecuencias de paso en estas líneas, que sólo se podría hacer con la adquisición de nuevos trenes.
El 2 de septiembre de 2016, durante la inauguración de la última prolongación en Sabadell, el entonces consejero de Territorio y Sostenibilidad anunció una inversión de unos 130 millones de Euros para la adquisición de 15 nuevas unidades de tren eléctricas, para mejorar la frecuencia de paso en las líneas suburbanas, que en horas punta serán de un tren cada cinco minutos. 
El 17 de mayo de 2017 FGC licita la fabricación de estas UT, con un presupuesto de 128 millones de Euros sin IVA.  En el concurso público se presentaron tres ofertas: 
- La del consorcio formado por Alstom y CAF, por un importe de 109 millones de Euros.
- La de la empresa española Patentes Talgo, por importe de 96,765 millones de Euros.
- Y la de la empresa suiza Stadler Rail, por importe de 99,5 millones de Euros.

El 22 de diciembre de 2017 se adjudicó la construcción a Stadler Rail . Su oferta obtuvo una valoración de 94,78 puntos (sobre un máximo de 50 puntos de la parte económica y 50 de la parte técnica), frente a los 92,07 puntos de la oferta de Patentes Talgo y los 86,28 puntos de la oferta de Alstom y CAF .  El contrato para su construcción se firmó el 17 de julio de 2018, con un plazo de ejecución de tres años y medio. Estaba previsto que los trenes se entregaran entre agosto de 2020 y agosto de 2021. 
Debido al paro industrial a escala mundial causado por la pandemia por el COVID-19, el 24 de julio de 2020 se modificó el contrato, retrasando las fechas de entrega del material más de medio año. Según esta modificación, estaba previsto que el primer tren se recibiera en febrero de 2021 y el último en marzo de 2022.  Al final, la primera unidad llegó al Centro de Operaciones de Rubí la noche del 29 de abril de 2021,  y se descargó al día siguiente. La segunda unidad llegó el 14 de octubre del mismo año.

### Pruebas y puesta en servicio
El 23 de octubre de 2021, después de llevar ya un tiempo de pruebas nocturnas, se empezaron a realizar las primeras pruebas diurnas con la unidad 115.01. Las demás unidades la fueron siguiendo posteriormente. Finalmente, el lunes 7 de marzo de 2022 se realizó el primer viaje comercial inaugural con la unidad 115.05 con las autoridades a bordo; tratándose de un S5 semidirecto con salida a las 07.56 de San Cugat Centro a Barcelona. Sin embargo, FGC se encontró con la necesidad de realizar algunos ajustes y por eso sólo realizó un trayecto más, concretamente un S2 en Sabadell con salida a las 08.27 de Plaza de Cataluña, antes de volver a la base de Rubí. Al día siguiente, sin embargo, se pusieron en servicio otras dos unidades, concretamente las 115.04 y 115.06, que estuvieron en servicio comercial durante toda la tarde.  

## Características técnicas
Estas unidades de tren estarán formadas por cuatro coches de dos tipos diferentes, formando dos semitrenes simétricos.  Estarán construidos con aleaciones de aluminio, tendrán una longitud de unos 80 metros y dispondrán de una cabina de conducción en cada extremo, paso diáfano entre coches, pudiendo alcanzar una velocidad máxima de 90 km/h, como el resto de trenes de la línea. 